# Westerville (Ohio)
Westerville est une ville des comtés de Franklin et de Delaware, dans l’État de l’Ohio. Lors du recensement de 2010, sa population s’élevait à 36 120 habitants. 

## Géographie
La ville s'étend sur une superficie totale est de 32,66 km2 au centre de l'Ohio, dans la banlieue nord de Columbus, la capitale de l'État. Elle est établie dans une plaine entre le réservoir Hoover (qui est le principal point d'approvisionnement en eau de l'agglomération), formé par le Big Walnut Creek à l'est et la rivière Alum Creek à l'ouest.
Le noyau urbain s'étire le long de State Street, axe principal de la ville, orienté nord-sud, autour duquel s'étendent des quartiers résidentiels.

## Histoire
Avant l'arrivée des Européens, le peuple des Hurons-Wendats (ou Wyandot) est établi le long de l'Alum Creek. Ils sont forcés de quitter la région en 1843.
En 1818, Matthew, Peter et William Westervelt, d'ascendance hollandaise et originaire de la région de New York s'installent sur le site de la future ville. En 1836, Matthew Westervelt donne un terrain sur lequel est édifiée une église méthodiste et la localité est baptisée Westerville en l'honneur de la famille.
La localité, alors peuplée de 275 habitants, est constituée en municipalité en 1858. Elle adopte une règle de tempérance interdisant la mise à disposition de boissons alcoolisées. La réputation de Westerville se répand aux États-Unis et en 1909 la Ligue anti-saloons (ASL) y installe son siège national, ce qui vaut à la ville le surnom de The Dry Capital of the World. L'ASL contribue largement au vote du 18e amendement à la Constitution établissant la prohibition de l'alcool aux États-Unis. Malgré l'abolition de la prohibition en 1933, celle-ci est maintenue à Westerville jusqu'en 2005.
Le 15 octobre 2019, Westerville accueille le quatrième débat entre les candidats aux primaires démocrates pour l'élection présidentielle américaine de 2020.